# Chiesa di San Gregorio (Treviso)
La chiesa di San Gregorio è un luogo di culto cattolico posto nel centro di Treviso, a pochi passi da Piazza dei Signori; è sede dell'omonima rettoria dipendente dalla Parrocchia della Cattedrale.

## Storia
Posta in prossimità del forum romano, lo storico Carlo Agnoletti fa risalire la sua fondazione all'epoca longobarda. In ogni caso, il primo documento che ne attesta la presenza è un atto notarile del 1146 in cui tra i testimoni presenti appare un certo "prete Bernardo di San Gregorio". Nel 1184 la chiesa è menzionata in una bolla di papa Lucio III come possedimento del vescovo di Treviso che la cederà definitivamente al Capitolo della Cattedrale nel 1312. Ben presto però l'edificio fu abbandonato, finché nel 1426 fu ripristinato e iniziò ad ospitare le riunioni del collegio dei medici. Il soffitto a capriate risale al XVI secolo. Successivamente la chiesa fu arricchita di opere d'arte per mano delle numerose confraternite e associazioni che qui avevano sede.
Nel 2003 sono stati avviati importanti lavori di restauro promossi dal FAI (Fondo Ambiente Italiano).

## Descrizione

### Esterno
La facciata è molto semplice: tripartita da pilastri di ordine ionico con frontone. Due finestre rettangolari dai lati, mentre al centro si conservano tracce di un affresco.

### Interno
Sebbene si tratti di un ambiente di ridotte dimensioni, il tempio si distingue per la ricchezza di opere di valore che contiene. È a navata unica, rettangolare, con presbiterio sporgente e due altari laterali, con soffitto in legno a capriate tutto decorato con motivi floreali. Il presbiterio conserva il lacerto di un affresco quattrocentesco raffigurante l'Arcangelo Gabriele. L'altare maggiore risale alla metà del Settecento e reca sul timpano le statue delle tre Virtù teologali. Sulla volta, l'affresco di Domenico Fossati della Santissima Trinità. La pala di San Gregorio magno, invece, è seicentesca ed è opera di Jacopo Palma il Giovane.
A sinistra dell'altar maggiore c'è l'altare della Madonna del Carmine, eretto dall'omonima confraternita nella seconda metà del XVII secolo. Conserva una statua della Madonna con Bambino attribuita a Giacomo Piazzetta.
A destra, l'altare di San Carlo. contiene una pala di Gaspare Diziani raffigurante il Transito di san Giuseppe con san Carlo, manomessa nell'Ottocento quando furono sovrapposti i santi Filippo Neri e Agata.
Tra le altre opere presenti nella chiesa sono da ricordare: le due tele e l'ovale di Agostino Ridolfi: Il figliol prodigo accolto dal padre, Il buon samaritano e l'Assunzione di Maria Vergine; la pala di San Carlo Borromeo in adorazione del Crocifisso ha l'apparizione della Madonna con il Bambino di Ascanio Spineda; la pala Sant'Agata di Giacomo Bravo e il San Lorenzo martire di autore ignoto del tardo Cinquecento.

#### Organo a canne
Sulla cantoria in controfacciata, in cassa dipinta a finto marmo, si trova l'organo a canne Callido opus 52, costruito nel 1769 per la Chiesa di San Lorenzo, oggi demolita. Conservatosi pressoché integro fino ai giorni nostri, è restaurato da Gustavo Zanin di Codroipo nel 1994.
Lo strumento è a trasmissione meccanica sospesa, con un'unica tastiera di 47 note con prima ottava scavezza e pedaliera a leggio con ottava scavezza e l'ultimo pedale che attiva il Tamburo.